# Sunny
Pour les articles homonymes, voir Sunny (homonymie).
Singles de Bobby Hebb
A Satisfied Mind
(1966)
Sunny est une chanson écrite en novembre 1966 par Bobby Hebb. Elle est incluse dans l'album du même nom, Sunny (1966).

Cette chanson, parmi les plus populaires avec des centaines d'interprétations existantes, a été classée n°25 par BMI (Broadcast Music, Incorporated) dans son « Top 100 songs of the century » (100 meilleures chansons du siècle).
La chanson a été écrite par Bobby Hebb dans les 48 heures suivant deux événements funestes consécutifs : l'assassinat du président John Fitzgerald Kennedy le 22 novembre 1963 et, le lendemain, le décès de son frère aîné Harold, poignardé à l'extérieur d'une boîte de nuit à Nashville. Effondré, l'auteur a écrit Sunny comme une recherche d'optimisme. « Tout ce que je voulais, c'était penser à des temps meilleurs, un jour meilleur [...] Après l'avoir écrit, je me suis dit que Sunny était sans doute une approche différente de ce dont Johnny Bragg (en) parlait dans la chanson Just Walkin' in the Rain (en). »
La première version publiée est celle de la Japonaise Mieko Hirota, le 20 octobre 1965 sur l'album Hit Kit Miko vol.2 (Columbia, Japon), avant même celle de l'auteur.
Le succès de la chanson a été immédiat, ce qui a eu pour conséquence pour Hebb une tournée avec les Beatles.
Deux CD ont été consacrés à la chanson, regroupant au total 33 des versions les plus célèbres : A Collection of Various Interpretations of Sunny (Trocadero, 2000) et A Collection of Various Interpretations of Sunny, Part 2 (Trocadero, 2002).

## Reprises
Parmi les artistes qui ont enregistré leur propre version de Sunny, citons :
- Wes Montgomery sur California Dreaming (1966)
- Cher, sur son album Cher (1966)
- Georgie Fame 7" Vinyle Sunny / Don't Make Promises (1966)
- Les McCann sur Les McCann Plays the Hits (1966)
- Del Shannon sur Total Commitment (1966)
- Buddy Richard Cielo version espagnole de Sunny (1966)
- Richard Anthony adaptation française sur La Terre Promise (1966). Il a aussi interprété la version anglaise
- The John Schroeder Orchestra sur Working in the Soul Mine (1966)
- Bárbara y Dick sur Bárbara y Dick (1966)
- Della Reese sur One More Time! Recorded Live At The Playboy Club (1966)
- Marvin Gaye (1966)
- Dave Pike  sur Jazz for the Jet Set (1966)
- Chris Montez sur Time After Time (1966)
- Billy Preston 7" Vinyle Live Sunny / Let the Music Play (1966) et sur Club    Meeting (1967)
- Booker T. & the M.G.'s sur Hip Hug-Her (1967)
- Nancy Wilson sur Lush Life (1967)
- Johnny Rivers sur Whisky-A-Go-Go Revisited (1967)
- The Ventures sur $1,000,000 Weekend  (1967)
- Wilson Pickett sur The Wicked Pickett (1967)
- Trini Lopez sur Now! (1967)
- Dusty Springfield sur Where Am I Going (1967)
- Johnny Mathis sur Johnny Mathis sings (1967)
- Robert Mitchum sur That Man (1967)
- Jackie Trent sur Once More With Feeling (1967)
- Tony Hatch sur A Latin Happening (1967)
- The Brass Ring sur The Now Sound of The Brass Ring (1967)
- Joe Torres sur Latino Con Soul (1967)
- Sonny Criss sur Up, Up and Away (1967)
- Sam Baker 7" Vinyle I Can't Stand It / Sunny (1967)
- Jose Feliciano sur Feliciano! (1968)
- George Benson sur Giblet Gravy (1968)
- The Electric Flag sur An American Music Band (1968).
- Bill Cosby sur Hooray for the Salvation Army Band! (1968)
- Frank Sinatra avec Duke Ellington sur Francis A. & Edward K. (1968)
- Stevie Wonder sur For Once in My Life (1968)
- Eddy Mitchell adaptation française sur Sept Colts pour Schmoll (1968)
- Frankie Valli sur Timeless (1968)
- The Four Tops sur Yesterday's Dreams (1968)
- Shirley Bassey sur This is my Life (1968)
- Leonard Nimoy sur The Way I Feel (1968)
- Maxine Brown sur Out of Sight (1968)
- Michel Pagliaro adaptation française sur Michel Pagliaro (1968)
- Rufus Harley sur A Tribute to Courage (1968)
- Mary Wells sur Servin' Up Some Soul (1968)
- Johnny Colon sur Move over (1968)
- Henry Cain sur The Funky Organ-ization of Henry Cain (1968)
- James Brown avec Marva Whitney sur Gettin' Down To It (1969)
- Classics IV sur Traces (1969)
- Jimmy Smith sur Groove Drops (1969)
- The Head Shop sur The Head Shop (1969)
- Oscar Peterson sur Motions and Emotions (en) (1969)
- Marius Cultier sur A la Place des Arts (1970)
- Ella Fitzgerald sur Things Ain't What they Used to Be (And You Better Believe it) (1970)
- Charlie Brown sur Why Is Everybody Always Pickin' On Me? (1972)
- Le guitariste de jazz Pat Martino en 1972, édité sur Live! (1974)
- Yambu sur Yambu (1975)
- L'arrangeur Pino Presti sur 1st Round (Atlantic Records, 1976)
- Hampton Hawes sur At the Piano (1976)
- Boney M. sur Take the Heat off Me (1976), arrangement par Stefan Klinkhammer
- Nils Tibor sur The New Hammond Hitparade (1977)
- Ernestine Anderson sur Sunshine (1980)
- Dick Smith sur Initial Thrust (1983)
- Jamiroquai dans l'album Funky Paradise (1996). Il existe aussi plusieurs captations publiques de son interprétation
- Alliage adaptation française sur L'album (1997).
- Clémentine sur Solita (1997)
- Kim Waters sur Love's Melody (1998)
- Paul Carrack sur Groovin (2002)
- Bouli Lanners sur l'ost du film Aaltra (2004)
- Elisabeth Kontomanou sur Waitin' for Spring (2005)
- Bradley Leighton sur Just Doin' Our Thang (2005)
- Dreamlets 7" Vinyle Sunny / Sunday Morning (2005)
- Peter White sur Playin' Favorites (2006)
- Christophe Willem single (2006)
- Dwight Adams sur Soul Master (2007)
- Denny Jiosa sur Dreams Like This (2008)
- Giuliano Palma & The Bluebeaters sur Combo (2009)
- The Legendary 1979 Orchestra Sunny (Honey Come On) sur le 12" Vinyle Diner City Sound Volume 6 (2011)
- Gary Smulyan sur Smul's Paradise (2012)
- Martha High & Speedometer sur Soul Overdue (2012)
- PillowTalk sur W+L Black (2012)
- Ayọ sur Ticket To The World (2013)

Bobby Hebb a sorti une version disco de sa chanson en 1976, avec un certain succès. La même année, le groupe Boney M enregistrait sa propre version, avec un succès plus important encore. Cette version a été samplée par les Boogie Pimps qui ont, à leur tour et avec succès, sorti un titre intitulé Sunny.
Parmi les versions instrumentales de Sunny signalons celle de Herb Alpert & the Tijuana Brass sur le 33 tours The Brass Are Comin' paru en 1969 (A & M SP 4228).
En France, elle a été adaptée en 1966 par Jacques Plante pour Richard Anthony. En 2006, Christophe Willem, gagnant du télé-crochet Nouvelle Star, a proposé aux téléspectateurs sa propre version de Sunny qui se hisse jusqu'à la troisième place du Top 50 français. Son interprétation était jugée d'assez bonne qualité pour être éditée en single, alors qu'il n'était jamais arrivé qu'une prestation de prime-time de cette émission fasse l'objet d'une édition discographique.

## Dans la culture

### Cinéma et télévision
Sauf indication contraire, les informations mentionnées dans cette section peuvent être confirmées par le générique de fin de l'œuvre audiovisuelle présentée ici, ainsi que par la base de données cinématographiques IMDb,  présente dans la section « Liens externes ».
- Reprise dans le film Aaltra de Benoît Delépine et Gustave Kervern en 2004 dans une version de Bouli Lanners.
- En 2008, ce titre a été repris dans le film Disco de Fabien Onteniente.
- En 2013, la chanson est présente dans la bande originale du téléfilm Des frères et des sœurs dans une version de Chris Montez.
- Dans Camping Paradis, on peut entendre le titre dans l'épisode Cette année là (épisode 5 de la saison 10).
- En 2021, la chanson apparait dans l'épisode 8 de la mini-série Le Serpent.

### Événements
En 2009, la chanson est utilisée à l'occasion de la fête de la musique pour réaliser le premier « plus grand bœuf du monde », un bœuf participatif,.